# خرموش حشره‌خوار باناهائو
خرموش حشره‌خوار باناهائو (نام علمی: Rhynchomys banahao) نام یک گونه از سرده خرموش‌های حشره‌خوارمانند است.